# Casa Prat de Lleida
Casa dissenyada per l'arquitecte Francesc de Paula Morera i Gatell. Va estar situada a l'Avinguda Alcalde Porqueres 6 de Lleida fins a la dècada dels anys 90 del segle passat quan va ser enderrocada per a construir-hi l'hotel Sansi Park. Era la casa familiar dels germans Ramon i Josep Prat Estrada, propietaris de la centenària botiga de música del carrer Cavallers, Casa Prat. Als baixos de la casa de l'Avinguda Alcalde Porqueres hi havia el taller de reparació de pianos així com el magatzem d'instruments musicals.